# Die Wilden Hühner und das Leben
Die Wilden Hühner und das Leben ist ein deutscher Jugendfilm aus dem Jahr 2009 von Vivian Naefe. Der Film beruht auf der Buchreihe Die Wilden Hühner von Cornelia Funke und ist die Fortsetzung der Filme Die Wilden Hühner sowie Die Wilden Hühner und die Liebe. Zum Teil wird der Film auch unter dem Titel Die Wilden Hühner auf Klassenfahrt geführt, dies ist der Titel des zweiten Bandes der Buchreihe, außer dem Grundmotiv einer solchen Fahrt haben Buch und Film aber nichts gemeinsam.

## Handlung
Die „Hühner“ wachsen langsam aus ihrem jugendlichen Bandenalter heraus und müssen sich am Rande einer letzten großen Klassenfahrt vor dem Schulabschluss den Sorgen des Erwachsenwerdens stellen. Wilma will unbedingt zum Film, um dort ganz groß heraus zu kommen, Tortes Eltern ziehen nach Dänemark, und so muss er Abschied von seinen Freunden nehmen, Frieda hat sich heimlich in Melanies Freund Willi verliebt, während diese befürchtet, von ihm schwanger zu sein, Trude führt eine schwierige Fernbeziehung, bei Sprotte und Fred kriselt es, und selbst Sprottes Mutter Sybille, die als Busfahrerin ebenfalls mit von der Partie ist, hat ein dringendes Problem zu klären. Während man im Schullandheim noch einmal die unbeschwerte Kindheit mit viel Spaß und gegenseitigen Streichen genießen kann, reift die Erkenntnis, dass Veränderungen zum Leben gehören, und irgendwann der Punkt des „Loslassens“ gekommen ist. Mit den „Wilden Küken“ steht aber schon die Nachfolgegeneration in den Startlöchern.

## Hintergrund
- Im Film werden Motive aus dem zweiten (Klassenfahrt) und vierten (Auftreten der „Wilden Küken“) Teil der Buchreihe aufgenommen, zur Erhaltung der filmischen Chronologie jedoch nach den fünften Band (und zweiten Film) gesetzt und mit einer eigenen Handlung versehen, die deutlich von den Büchern abweicht. Ein Großteil der Handlung spielt auf einer Klassenfahrt im Landschulheim Schloss Heessen in Hamm, aber auch im Schloss Eringerfeld in Geseke, in Lippstadt und Xanten wurde gedreht.

- Die Darsteller der Wilden Hühner blieben bis auf die Rolle der Melanie unverändert zu den vorhergehenden Filmen. Sonja Gerhardt ersetzte als neue Melanie Paula Riemann, die sich in den USA aufhielt und somit an der Fortsetzung nicht teilnehmen konnte.

- Kinostart in Deutschland war am 29. Januar 2009. Die Erstausstrahlung im deutschen Fernsehen war am 25. April 2011 im ZDF.
- Es war eine Fernsehserie um die „Wilden Hühner“ geplant. Zu diesem Zwecke wurden die „Wilden Küken“, welche in anderer Rolle auch schon in den Büchern auftraten, eingeführt, die in der Nachfolgeserie als die neuen, jüngeren „Wilden Hühner“ allerlei Abenteuer erleben sollten. Letztendlich wurde die Serie nie umgesetzt.

## Kritiken
„Der Unterhaltungsfilm überzeugt durch ausgefeilte Charaktere sowie die wohlgesetzte Spannungsdramaturgie und verbindet geschickt die Fülle an Handlungsebenen. Zwar werden einige Konflikte zu leichthändig abgehandelt, aber die bodenständige Inszenierung bleibt stets nahe an den Interessen der Teenager.“

„Ein bisschen Schwangerschaft, ein bisschen Gruppendruck, ein bisschen Eifersucht und ein bisschen Alkoholmissbrauch, Wilde Küken, die ein bisschen plakativ den falschen Pfad einschlagen und sich verirren, ein bisschen Sexualität […], von allem nur ein erträgliches Bisschen, fast als habe man Angst, den Zuschauern zuviel zuzumuten, es zu Konflikten kommen zu lassen, die sich nicht mehr dramaturgisch eskamotieren lassen. […] An diesen kraftlosen Kompromissen krankt der ganze Film. Zwar ist es diesem nicht anzulasten, dass die Probleme nicht gelöst, sondern aufgeschoben oder auf Erwachsene verschoben werden, im Gegenteil. Aber da es nie wirklich ernst wird, ist auch nichts wirklich ernstzunehmen“

„Die Welt der ‚Hühner‘ ist keine heile, selbst wenn Regisseurin Vivian Naefe viele Sorgen und Nöte nur anreißt. In Sprotte (Michelle von Treuberg) und ihren Freundinnen finden junge Mädchen sich wieder. Weil die Probleme ihnen bekannt vorkommen. Für Zuschauer im Grundschulalter ist der Film deshalb nicht mehr geeignet.“

„Weil inzwischen die Episoden der Buchvorlagen so gut wie ausgeschöpft waren, hat nun die Produzentin selbst gemeinsam mit der Regisseurin Vivian Naefe und Thomas Schmid ein Drehbuch für ‚Die Wilden Hühner und das Leben‘ entwickelt; Ideen von Cornelia Funke flossen mit ein. In der Hauptsache geht es darum, dass die Mädchen um Sprotte sich langsam zu erwachsen fühlen, um noch richtig wild zu sein. Drei etwa zehnjährige alberne ‚Wilde Küken‘ machen ihnen auf einer Klassenfahrt Konkurrenz und werden schließlich ihre Nachfolge als Bande antreten.“

## Auszeichnungen
- Die gesamte Filmtrilogie wurde mit einem Sonderpreis des New Faces Award 2009 ausgezeichnet.

## Trivia
Es war der letzte Film mit Doris Schade, da diese bis zu ihrem Tod in keinem Film mehr mitgespielt hat.